# Miyako Miyazaki
Miyako Miyazaki,  (宮崎 京?, Miyazaki Miyako) (Kumamoto, 25 febbraio 1978), è una modella giapponese, eletta Miss Universo Giappone 2003.
In seguito la modella ha rappresentato il Giappone in occasione di Miss Universo 2003, che si è tenuto il 3 giugno 2003 a Panama. Alla fine del concorso MIyako Miyazaki si è classificata al quinto posto del concorso. Nel corso dello stesso anno, Global Beauties riconoscerà alla modella il titolo di donna più sexy del 2003.
Miyako Miyazaki ha ottenuto un bachelor in arte presso l'università di Kumamoto. Dopo le esperienze nei concorsi di bellezza ha intrapreso la carriera di modella professionista, ed ha lavorato per aziende come Céline (un contratto con l'azienda faceva parte del premio di Miss Universo Giappone), Renault, Nina Ricci e Mikimoto.